# Martin Gusinde
Martín Gusinde (Breslau, 29 de octubre de 1886 - Mödling, Austria, 10 de octubre de 1969) fue un sacerdote y etnólogo austriaco, muy conocido por sus trabajos etnográficos, especialmente entre los diversos grupos étnicos de Tierra del Fuego.

## Desarrollo
Se ordenó como sacerdote en 1911e ingresó a la Congregación del Verbo Divino, dirigida por el padre Wilhelm Schmidt, quien fundó la revista Anthropos originándose así un Instituto especializado de cuyo seno surgieron conocidos hombres de ciencia etnológica, antropológica y lingüística como Wilhelm Koppers, Paul Schebesta y el mismo Martín Gusinde.
En 1912 fue enviado como profesor de ciencias naturales a Santiago de Chile para enseñar en el Liceo Alemán de Santiagoperteneciente a la misma Congregación. Se le ofreció la oportunidad de trabajar con el arqueólogo alemán Max Uhle, en el Museo de Etnología y Antropología de Chile. Durante los próximos cuatro años realizó estudios y trabajos de campo entre los mapuche de Chile.

## Trabajos de campo en Tierra del Fuego
En 1918 decidió realizar su primer viaje de campo a Tierra del Fuego. Parte de Santiago a Punta Arenas, permaneciendo en este lugar casi un mes a causa de una prolongada huelga. Estudió los materiales del Museo de los Misioneros Salesianos y la Colección de Tierra del Fuego. Al año siguiente se dirigió a Isla Dawson donde hasta 1912 existió la conocida Misión Salesiana destinada a albergar a los halakwulups.
En 1919 se trasladó a la Misión Salesiana de Río Grande, donde lo recibió el Padre Zanchetta. Halló en la región un esqueleto y pocos selk'nam vivos, ya que el grupo había sufrido un severo exterminio durante las últimas cuatro décadas,
Realizó, asimismo, una visita a la Misión Salesiana del Padre Zenone ubicada en Río Fuego en la Estancia Viamonte. Aquí encontró aproximadamente 216 Selknam y visitó en el Lago Fagnano un grupo pequeño de otros 29 miembros.Llevó a cabo también su primera visita a los grupos yaganes en Punta Remolino, donde habitaba el exmisionero anglicano John Lawrence. Este grupo estaba integrado por unos 60 miembros y su campamento se situaba muy cerca de la casa de los Lawrence. Más tarde Gusinde regresó a Santiago para continuar con la docencia en el Colegio Alemán. 
En diciembre regresó nuevamente a Tierra del Fuego. En la isla Navarino visitó la ex-Misión Protestante y prosiguió luego su viaje a Isla Grande. Desembarcó en Punta Remolino, donde le aguardaba la familia Lawrence. Con la ayuda de Nelly Lawrence se reunió con una docena de las familias yaganes, e a lo que incluso convenció para que preparen un Chiájaus o Ceremonia de Jóvenes, en la cual él mismo tuvo una muy activa participación. Regresó a Santiago de Chile en marzo de 1920 antes del inicio del nuevo año escolar.
Entre 1921 y 1922realizó su tercer viaje a Tierra del Fuego. Lo acompañó el Padre Wilhelm Koppers. El objetivo de este viaje fue introducirse en la vida y costumbres de los yaganes. Fracasó en su intención de reunirlos en Punta Remolino. Se dirigió entonces a la Estancia Viamonte, con el fin de observar la vida de los selk'nam. De regreso a Punta Remolino y lograron reunir consenso para la realización de una ceremonia kina en la isla Navarino. Ambos fueron admitidos y se les permitió realizar por primera vez dibujos. 
El cuarto viaje de Gusinde tuvo lugar entre los años 1922 y 1924, durante el cual visita a los yaganes en Punta Remolino. En el mes de marzo compartió con ellos una Loima-Yekamush, ceremonia destinada a la formación de los médicos-hechiceros. En abril de 1923 viajó a caballo al pequeño campamento selk'nam del Lago Fagnano. El 21 de mayo tuvo lugar la ceremonia hain (rito de paso de los varones selknam) por insistencia de Gusinde que contribuye con 360 corderos. Este viaje culminó el 7 de julio. 
Aquejado de problemas de salud, Gusinde regresó a Punta Remolino, donde escribió un amplio informe al Padre Wilhelm Schmidt que publicó en Anthropos. Luego se trasladó a Puerto Ramírez en el Canal Smith. Aquí existía un depósito de carbón de la Marina Chilena donde solían reunirse los halakawulups. Tomó medidas antropométricas y elabora un vocabulario. Logra interiorizarse en algunos aspectos de la ceremonia de Iniciación.[cita requerida]

## La publicación de sus trabajos
A partir de mayo de 1924 en la revista de la Congregación Stadt Gottes se publicó una detallada relación en cinco números consecutivos. Asimismo, esta revista publicó en 1923 su informe sobre su estadía con la tribu de los Yámanas, a partir del número de octubre en tres partes consecutivas. En este mismo año Gusinde abandonó Chile y regresó a Austria, donde se inscribió como estudiante de Etnología, Antropología y Prehistoria en la Universidad de Viena. Los próximos 40 años los dedicó a escribir su vasta obra sobre las poblaciones fueguinas.
No obstante, siguió siendo un investigador y explorador incansable, recorriendo el mundo en busca de “pueblos primitivos”, entre ellos los pigmeos twa y bambuti del Congo, los negros de Filipinas, los yukpa de Venezuela, los ainos de Japón y los papúes de Nueva Guinea.
En 1931 se publicó el primer volumen de su monumental obra Feuerland indianer. Band die selk'nam. El segundo volumen, Feuerland indianer. Band II: Die Yamana vio la luz en 1937. Dos años después se publicó la segunda parte del tercer volumen Anthropologie der feuerland indianer  La primera parte del mismo estaba reservada a los halakwulups y el manuscrito de esta monografía lo tuvo terminado antes del comienzo de la Segunda Guerra Mundial. Durante el transcurso de la misma, las dos terceras partes de dicho documento etnográfico resultaron destruidas. En 1974 se publicó el primer volumen sobre los halakwulups reescrito en el año 1964.
Gusinde dejó una completísima obra sobre las poblaciones aborígenes de Tierra del Fuego a la que se le reconoce un importante valor etnográfico. Sus escritos exponen con gran rigor, no sólo las costumbres, y la cultura material de estos pueblos, sino el rico mundo espiritual, constituido por sus creencias, ritos y relatos.

## Mankasen
Los selk'nam  le dieron por nombre a Gusinde "mankasen", en lengua selk'nam "man" sombra, figura y "kasen" cazador: cazador de sombras. Este nombre les fue sugerido por la observación de las fotografías que él les tomaba. Gusinde desarrolló un acercamiento cuidadoso al medio fotográfico, de manera de superar el arraigado tabú, en los pueblos primitivos, de que las imágenes fotográficas capturan la imagen o el alma de las personas.
Sin embargo, en la práctica etnográfica de Gusinde hay algunos aspectos que han sido sometidos a crítica, si bien resultan comprensibles en el contexto de su época. Así, de su propia monografía se deduce que practicó lo que se ha denominado recreación etnográfica, al inducir a los selk’nam a llevar a cabo su ritual del hain a cambio de remuneraciones materiales. En este sentido, el historiador Carlos Santamarina Novillo pone el foco en el potencial efecto distorsionador de tal estrategia, pues el informante llevará a cabo lo que el etnógrafo desea observar, incluso modificándolo con el fin de aumentar la satisfacción del observador y la recompensa consiguiente. Dicha crítica se extiende a los trabajos fotográficos de Gusinde, cuyas imágenes responden a una suerte de escenificación al gusto del observador europeo.Esto llega al extremo de que, en ocasiones, se induce a los individuos selk’nam a desnudarse, o a despojarse de sus ropas occidentales y vestir la tradicional piel de guanaco, incluso si ya no forma parte de su vida cotidiana, con la intención de satisfacer la demanda de imágenes que respondan a la idea –como señala Santamarina– de alteridad y exotismo que el observador y su público demandan.